# Гекс

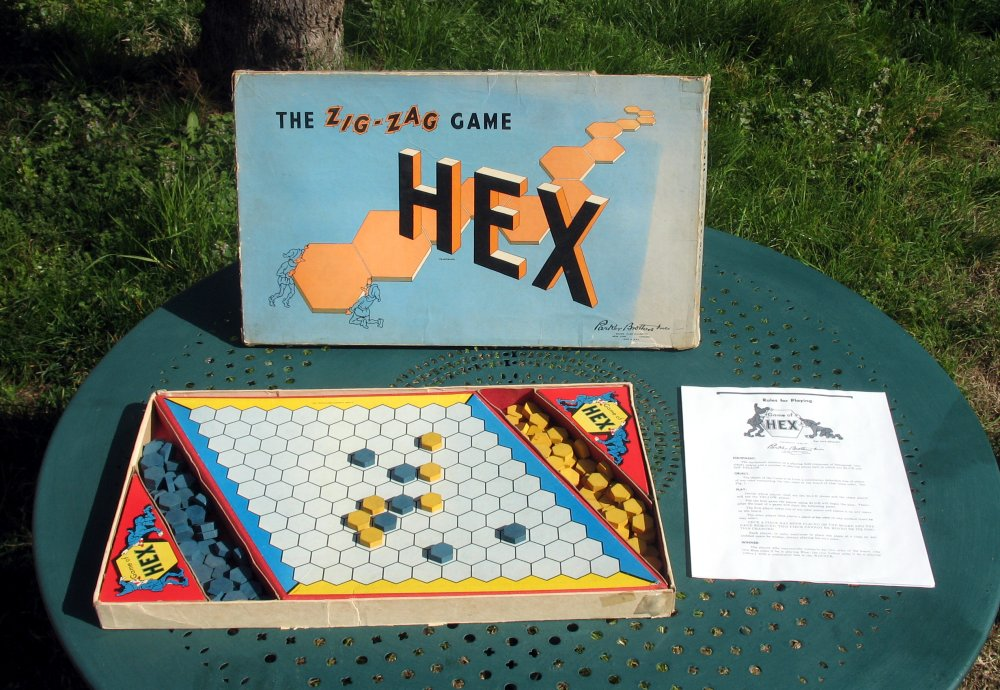
Гра гекс (The Zig-Zag Game), яку випускала фірма «Паркер бразерс» (Parker Brothers) у 1950-х

Дошка 11×11 для гри в гекс

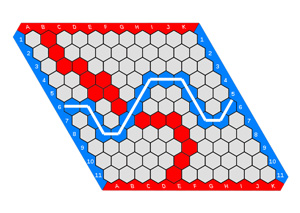
Переможна для синіх позиція у грі

Гекс (англ. Hex) — настільна гра на ромбоподібній дошці з гексагональною сіткою. Теоретично дошка може бути будь-якого розміру і мати декілька можливих форм, але традиційно використовують дошку у формі ромба розміром n × n, найчастіше 11 × 11 (інші популярні розміри дошки 14 × 14 і 19 × 19). Джон Неш, відомий математик в області теорії ігор, згідно з біографічною книгою «Ігри розуму» (англ. A Beautiful Mind) Сильвії Назар (англ. Sylvia Nasar), вважав оптимальним розмір дошки 14 × 14. 

## Історія гри
Гру вигадало незалежно один від одного двоє людей, щоправда з розривом у декілька років.
Першим все-таки це зробив данець Піт Хейн у 1942 році. П. Хейн розмірковував над однією з найважливіших математичних проблем — над знаменитою топологічною проблемою чотирьох фарб і йому прийшла в голову ідея гри в гекс. Ідея гри так його захопила, що Піт Хейн розповів про неї своїм слухачам під час лекції. Гра зацікавила не тільки автора, і незабаром її правила опублікувала газета «Політікен».
Поступово гра завойовувала інтерес і гекс став дуже популярним у Данії. Гекс в той час називали «Многокутники» і грали в цю гру ще не на дошках, а на папері. Для того, щоб полегшити створення ігрового поля, багато фірм стали виготовляти спеціальні блокноти для гри із заздалегідь надрукованими зображеннями ігрового поля і продавати їх любителям гри. Крім того стали з'являтися спеціальні завдання в рамках цієї гри, в тому числі етюди, схожі на шахові. Завдання регулярно публікували у газеті «Політика», за найкращі рішення вручали премії. 
Незалежно від П. Хейна гру придумав у 1948 році американський математик Джон Неш. Гра завоювала популярність серед студентів американських університетів. У США вона була відома як «Неш і Джон». За деякими даними, студенти Принстонського університету (де Неш придумав цю гру) грали в Гекс на гексагональних плитках у туалеті університету.
У 1950-х роках настільний варіант гри стала випускати фірма «Паркер бразерс», тоді ж гра отримала свою сучасну назву — «гекс».

## Правила гри
- У гекс грають удвох на спеціальній ромбоподібній дошці, яка складається з шестикутних полів розміром найчастіше 11 × 11. Кожне поле в середині дошки межує з шістьма сусідніми полями, поля на сторонах дошки мають чотирьох сусідів, кутові поля межують з двома або трьома полями (див. малюнок).
- Один з гравців грає червоними фішками (або, по-іншому, каменями), інший — синіми (інші варіанти забарвлення фішок — чорні і білі, сині і жовті, і т д.). Кожен гравець по черзі ставить фішку свого кольору на будь-яке вільне поле. Починають сині.
- Дві протилежні сторони дошки розфарбовані в червоний та синій кольори, і називаються відповідно червоною і синьою сторонами. Поля на кутах дошки належать обом сторонам. Для того щоб виграти, гравець повинен вибудувати нерозривний ланцюг зі своїх фішок, з'єднавши ним сторони свого кольору, тобто червоні прагнуть побудувати ланцюг з червоних фішок між двома червоними сторонами дошки, а сині — ланцюг з синіх фішок між синіми сторонами.
- Гравець, який ходить першим, має очевидну перевагу. Щоб зрівняти шанси застосовують «Правило пирога». Це правило дозволяє другому гравцеві змінити колір відразу після того, як перший гравець зробить свій перший хід.